# John Mainwaring
John Mainwaring (* 4. August 1724 in Drayton Bassett, Staffordshire; † 15. April 1807 in Cambridge) war ein englischer anglikanischer Theologe und erster Biograph des Komponisten Georg Friedrich Händel (1685–1759).
Mainwaring studierte ab 1742 am St John’s College der Universität Cambridge, wo er 1746 den Grad eines Bachelor, 1750 den eines Magisters und 1758 den eines Bachelor of Divinity erwarb. Er wurde 1748 ordiniert und im selben Jahr zum Fellow am St John’s College ernannt. 1749 übernahm er zusätzlich ein Pfarramt in Church Stretton, Shropshire. 1788 erhielt er den angesehenen Lehrstuhl als Lady Margaret’s Professor of Divinity am St John’s College, den er, ebenso wie sein Pfarramt, bis zu seinem Tod innehatte.
Seine im Jahre 1760 anonym erschienenen Händel-Memoiren gelten als erste Musikerbiographie. Mehr als die Hälfte des biographischen Teils sind Händels Leben vor 1712 gewidmet, bevor er in London sesshaft wurde. Daher wird heute angenommen, dass Händel selbst, sei es direkt oder indirekt, seinem Biographen Material aus seiner frühen Lebensphase hat zukommen lassen.

## Werke und Ausgaben
- [anonym:] Memoirs of the Life of the Late George Frederic Handel. London 1760 (Digitalisat in der Google-Buchsuche).
- Johann Mattheson: Georg Friderick Handels Lebensbeschreibung. Hamburg 1761 (Deutsche Übersetzung von Mainwarings Memoiren, mit zusätzlichem Material)[2]
- Georg Friedrich Händel. Biographie von John Mainwaring [übersetzt von Johann Mattheson (Hamburg 1761)]. Briefe und Schriften. Herausgegeben im Auftrage des Internationalen-Musiker-Brief-Archivs von Hedwig und E. A. Mueller von Asow. Namensverzeichnis zusammengestellt von Lolo Kraus. Werk-Verlag Frisch & Perneder Lindau am Bodensee 1949. Reprint: Georg Olms Verlag, Wiesbaden 1977, ISBN 3-487-06331-X.
- John Mainwaring: Leben und Musik des Georg Friedrich Händel. Vorwort und Übersetzung Johann Mattheson. Revidierte Neuausgabe. Heupferd Musik Verlag, Dreieich 2010, ISBN 978-3-923445-08-0 (Verlagshinweis).
- John Mainwaring: Memoirs of the Life of the late George Frederic Handel, ed. Ilias Chrissochoidis. Brave World, Stanford 2015, ISBN 978-0-692-54343-6 (online).